# Bernard Accama
Bernard Accama (también conocido como Bernardus; 1697, ¿Burum?, Frisia-1756, Leeuwarden) fue un pintor neerlandés del siglo XVIII, especializado en la pintura de historia y retratos. 

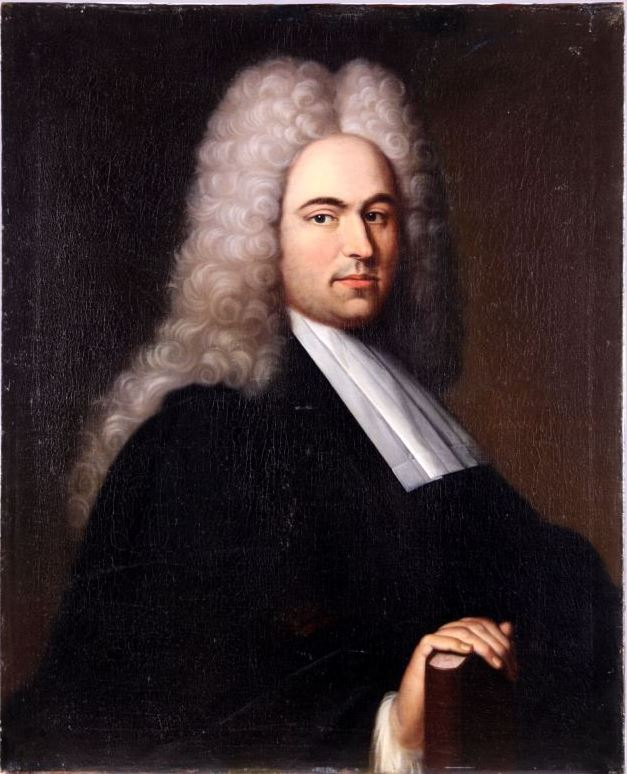
Campegius Vitringa (1693-1723)
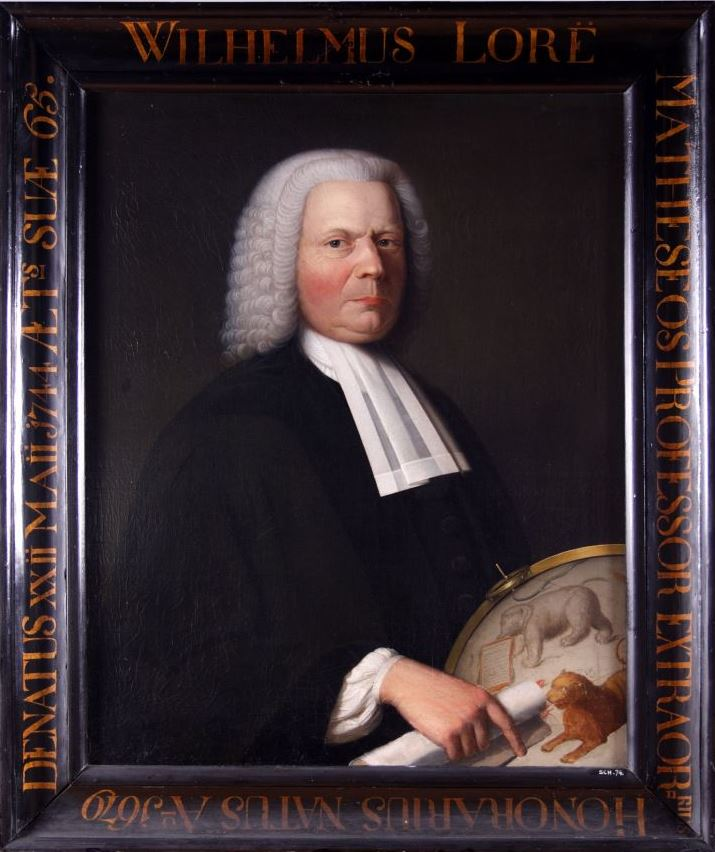
Willem Loré
Anna van Hannover (1736)